# Theophilus Solomon
Theophilus Solomon (Kaduna, 18 gennaio 1996) è un calciatore nigeriano, attaccante del Vushtrria.

## Caratteristiche tecniche
È un centravanti.

## Carriera

### Club
Cresciuto nelle giovanili del Rijeka, ha esordito il 23 febbraio 2014 con la maglia del Pomorac in un match vinto 1-0 contro il Segesta.

### Nazionale
Nel 2016 ha giocato una partita con la nazionale nigeriana Under-23.

## Statistiche

### Presenze e reti nei club
Statistiche aggiornate al 27 dicembre 2020.
| Stagione                | Squadra                 | Campionato              | Campionato | Campionato | Coppe nazionali | Coppe nazionali | Coppe nazionali | Coppe continentali | Coppe continentali | Coppe continentali | Altre coppe | Altre coppe | Altre coppe | Totale | Totale | Totale |
| Stagione                | Squadra                 | Comp                    | Pres       | Reti       | Comp            | Pres            | Reti            | Comp               | Pres               | Reti               | Comp        | Pres        | Reti        | Pres   | Reti   |        |
| ----------------------- | ----------------------- | ----------------------- | ---------- | ---------- | --------------- | --------------- | --------------- | ------------------ | ------------------ | ------------------ | ----------- | ----------- | ----------- | ------ | ------ | ------ |
| gen.-giu. 2014          | Pomorac                 | 2. HNL                  | 9          | 0          | CC              | 0               | 0               | -                  | -                  | -                  | -           | -           | -           | 9      | 0      |        |
| 2014-2015               | Zara                    | 1. HNL                  | 13         | 1          | CC              | 1               | 3               | -                  | -                  | -                  | -           | -           | -           | 14     | 4      |        |
| 2015-2016               | Sebenico                | 2. HNL                  | 31+1       | 11+0       | CC              | 2               | 0               | -                  | -                  | -                  | -           | -           | -           | 34     | 11     |        |
| 2016-2017               | Istria 1961             | 1. HNL                  | 31         | 7          | CC              | 2               | 0               | -                  | -                  | -                  | -           | -           | -           | 33     | 7      |        |
| 2017-gen. 2018          | Partizan                | SL                      | 6          | 0          | CS              | 2               | 0               | UEL                | 2                  | 0                  | -           | -           | -           | 10     | 0      |        |
| gen.-giu. 2018          | Omonia                  | AK                      | 7          | 1          | CC              | 2               | 0               | -                  | -                  | -                  | -           | -           | -           | 9      | 1      |        |
| 2018-feb. 2019          | Inter Zaprešić          | 1. HNL                  | 7          | 1          | CC              | 0               | 0               | -                  | -                  | -                  | -           | -           | -           | 7      | 1      |        |
| feb.-giu. 2019          | Újpest                  | NBI                     | 10         | 0          | CU+CdL          | 0+0             | 0               | -                  | -                  | -                  | -           | -           | -           | 10     | 0      |        |
| 2019-2020               | Partizani Tirana        | KS                      | 25         | 5          | CA              | 2               | 1               | UCL+UEL            | 1+2                | 0                  | SA          | 1           | 0           | 31     | 6      |        |
| 2020-2021               | Partizani Tirana        | KS                      | 11         | 2          | CA              | 2               | 2               | -                  | -                  | -                  | -           | -           | -           | 13     | 4      |        |
| Totale Partizani Tirana | Totale Partizani Tirana | Totale Partizani Tirana | 36         | 7          |                 | 4               | 3               |                    | 3                  | 0                  |             | 1           | 0           | 44     | 10     |        |
| Totale carriera         | Totale carriera         | Totale carriera         | 150        | 28         |                 | 13              | 6               |                    | 5                  | 0                  |             | 1           | 0           | 169    | 34     |        |

## Palmarès

### Club

#### Competizioni nazionali
- Supercoppa d'Albania: 1

Partizani Tirana: 2019